# Francesca Donner
Francesca Maria Barbara Donner (hangul: 프란체스카 도너, Viena, Áustria, 15 de junho de 1900 - 19 de março de 1992) foi a primeira primeira dama da Coreia do Sul, segunda esposa de Syngman Rhee, o primeiro presidente da República da Coreia.

## Nome pessoal
De acordo com seu certificado de nascimento, ela foi batizada de Franziska Donner. Mais tarde ela passou a escrever seu nome como Franzeska Donner, mesmo em documentos oficiais. Além disso, a grafia mais comum de seu nome era a italiana, Francesca. Esta versão é usada em todos os seus documentos sul coreanos, incluindo seu passaporte.
A grafia latina de seu nome na Coreia é Rhee Francesca, mas muitas vezes é mencionada simplesmente como Lady Francesca. Ela também é chamada de Hojudaek (호주댁) pela população coreana. Isso significa algo como “Mulher da Austrália”. Essa designação errada é resultado de uma confusão entre “Austrália” (오스트레일리아) e “Áustria” (오스트리아).

## Biografia
Francesca nasceu no município de Inzersdorf, no subúrbio da capital Viena, que mais tarde foi incorporado à cidade de Viena, na família de um fabricante de refrigerantes. Ela era a filha de Franziska (Gerhartl) e Rudolf Donner.
Ela se formou em doutorado na Universidade de Viena, antes de trabalhar na Sociedade das Nações em Genebra como intérprete de inglês e francês e diplomata. Em 1933, ela conheceu o político coreano Syngman Rhee (hangul: 이승만) em um hotel em Genebra. Syngman estava morando nos Estados Unidos e visitando Genebra. Depois disso ele visitou Francesca na Áustria e a pediu em casamento. Francesca o seguiu até os Estados Unidos e o casamento aconteceu em 1934 em Nova Iorque. Foi o segundo casamento de ambos. O casal adotou dois filhos: Yi In-su (1931- ) e Yi Kang-seok (1937-1960).

## Carreira

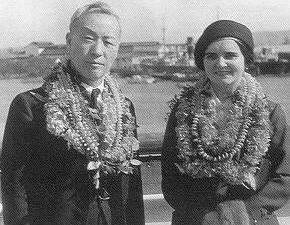
Syngman Rhee e Francesca Donner em 1933

Francesca e Syngman inicialmente moraram em Nova Iorque e Washington, D.C., e depois no Havaí, onde havia uma grande comunidade de coreanos expatriados ativos politicamente. Francesca trabalhou nos Estados Unidos como a secretária de Syngman, especialmente na preparação do livro “Japan Inside Out” (1940). Depois da derrota do Japão na Segunda Guerra Mundial, Syngman voltou à Coreia em outubro de 1945 com o apoio do Governo dos Estados Unidos, seguido por Francesca alguns meses depois.
Em março de 1948, Syngman foi eleito o primeiro presidente da Coreia do Sul, cargo que manteve até 1960. “Francesca Rhee” foi a primeira dama da Coreia do Sul de 1948 a 1960. Ela aparecia ao lado do marido em quase todas suas aparições públicas, e era uma sensação como estrangeira na Coreia na época.
A reeleição de Syngman em 1960 aconteceu depois que seu oponente, Cho Byeong-ok dias antes da votação e foi marcada por manipulações eleitorais abertas.
A oposição rejeitou o resultado, denunciando fraude, o que desencadeou protestos. Isso se transformou na Revolução de Abril, liderada por estudantes, quando a polícia matou manifestantes em Masan, o que forçou Rhee a renunciar em 26 de abril e, finalmente, levou ao estabelecimento da Segunda República da Coreia do Sul. Em 28 de abril, quando os manifestantes convergiram para o palácio presidencial, a CIA o levou secretamente para Honolulu, Havaí, onde passou o resto da vida no exílio. Lá, Francesca cuidou de seu marido após ele sofrer um derrame, até sua morte em 19 de julho de 1965.

## Últimos anos e morte
Após a morte de Syngman, ela voltou à Áustria, onde ficou por 5 anos até voltar à Coreia. Viveu de 1970 a 1992 em Seul, em Iwha-jang, na antiga casa de Rhee Syng-man, com seu filho adotivo Rhee In-soo e sua família. A casa em Iwha-jang é agora um museu, e Rhee In-soo e sua esposa ainda moravam lá até maio de 2006.
Como viúva do presidente, Francesca viveu como uma mulher relativamente reclusa que mostrava seu apego à cultura coreana, como usando trajes coreanos e cozinhando e consumindo comida coreana. Ela viveu sem funcionários e administrou toda a casa sozinha. Só saia de casa para ir ao cemitério às sextas-feiras para rezar no túmulo do marido.
Francesca morreu no dia 19 de março de 1992, em Seul, Coreia do Sul, recebendo um obituário quase universalmente positivo na sociedade coreana e sua popularidade ainda é alta.